# Citroën C3
El Citroën C3 és un automòbil del segment B produït pel fabricant francès Citroën des de l'any 2002. És un tracció davantera amb motor davanter transversal de quatre cilindres en línia, els principals rivals són el Fiat Punto, el Ford Fiesta, l'Opel Corsa i el Renault Clio.

## Primera generació (2002-present)

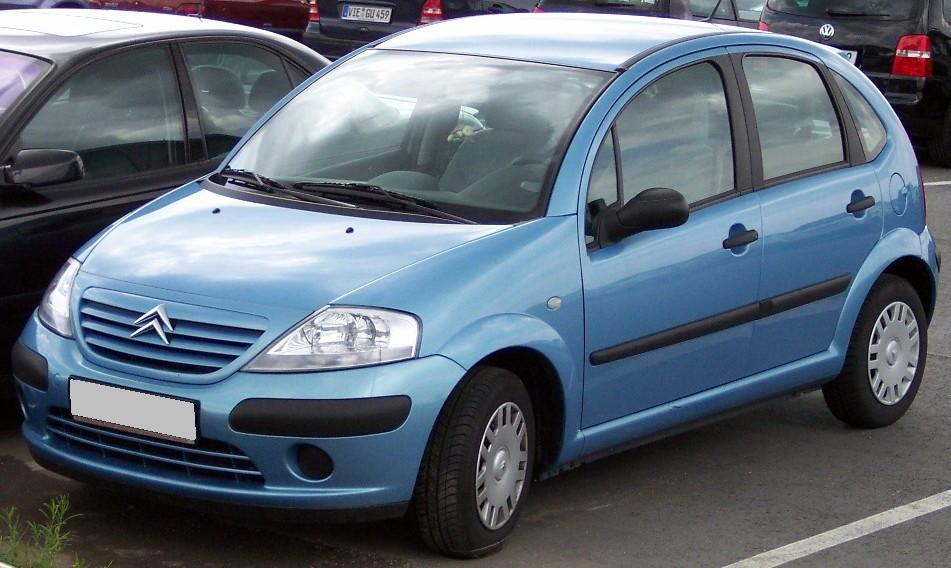
Citroën C3 de primera generació amb carrosseria hatchback

El C3 de primera generació està disponible amb carrosseries hatchback de cinc portes i cinc places, i descapotable de dues portes i quatre places (amb el nom de C3 Pluriel). Aquesta última versió té un sostre de lona plegable que es pot extreure, igual que els pilars que el suporten i el vidre posterior.
El Citroën C2, un hatchback de tres portes i quatre places, és mecànicament idèntic al C3 però és més petit. La plataforma d'ambdós és compartida amb els Peugeot 1007 i Peugeot 206.
Les motoritzacions gasolina del C3 són un 1.1 litres de dues vàlvules per cilindre i 60 CV de potència màxima, un 1.4 litres en variants de dues vàlvules per cilindre i 75 CV o quatre vàlvules per cilindre i 90 CV, i un 1.6 litres de quatre vàlvules per cilindre i 110 CV.
Les quatre opcions dièsel són un 1.4 litres de 70 o 90 CV, i un 1.6 litres de 90 o 109 CV. Tots ells tenen injecció directa common-rail. El 1.4 litres de 70 CV té dues vàlvules per cilindre i turbocompressor de geometria fixa, el 1.6 litres de 90 CV té quatre vàlvules per cilindre, turbocompressor de geometria fixa i intercooler, i els dos restants tenen quatre vàlvules per cilindre, turbocompressor de geometria variable i intercooler. El 1.4 litres de 90 CV es va substituir pel 1.6 litres de 90 CV l'any 2005.

### Sistema Stop & Start
A partir de finals de 2004, el motor gasolina de 1.4 litres equipat amb la caixa de canvis automàtica "Sensodrive" porta un sistema d'arrencada i parada automàtica anomenat "Stop & Start". Quan la velocitat del vehicle baixa de 6 km/h, s'acobla l'alternador com a motor i aconsegueix un frenat immediatament (de 0,4 s) des que el conductor oprimeix el pedal de fre. Té un alternador reversible, que opera alternativament amb les funcions de motor d'arrencada o d'alternador.
El sistema es completa amb diversos sensors: un electrònic de pilotatge, que supervisa permanentment el comportament del motor, i de bateries de plom, previstos per a gran nombre de cicles de càrrega i descàrrega. Així, el consum de combustible en ciutat es redueix en una mitjana un 20% en relació al model sense el sistema.

## Segona generació (2010)

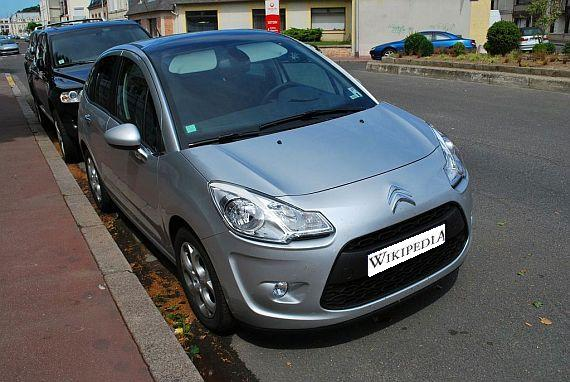
Citroën C3 de segona generació

La segona generació del C3 es presentà al públic al Saló de l'Automòbil de Frankfurt de 2009 i sortirà al mercat el segon trimestre de 2010. Utilitzarà la plataforma del Peugeot 207 i del Citroën C3 Picasso, alhora que tindrà com a germà de gamma al Citroën DS3, un hatchback de tres portes més luxós i esportiu. La gamma de motors serà en el seu llançament gairebé idèntica a la del C3 de primera generació. Les unitats benzina seran un 1.1 litres de 60 CV, un 1.4 de 75 o 95 CV i el mateix 1.6 litres de 120 CV del 207 i el Mini. Per la seva banda, les Dièsel seran un 1.4 litres de 70 CV i un 1.6 litres de 90 o 110 CV. Citroën està desenvolupant l'homologació Super 2000 del C3 de segona generació, per substituir el Citroën C4 al Campionat Mundial de Ral·lis des de la temporada 2009.